# UFC Fight Night: Nelson vs. Story
UFC Fight Night: Nelson vs. Story（ユーエフシー・ファイトナイト：ネルソン・バーサス・ストーリー、別名UFC Fight Night 53）は、アメリカ合衆国の総合格闘技団体「UFC」の大会の一つ。2014年10月4日、スウェーデン・ストックホルム県ストックホルムのエリクソン・グローブ・アリーナで開催された。

## 大会概要
本大会ではグンナー・ネルソンとリック・ストーリーによるウェルター級ワンマッチが組まれた。
KSWライトヘビー級王者ヤン・ブラホヴィッチ、キャリア12戦全勝のBAMMA世界ミドル級王者スコット・アスカム、9戦全勝のチャールズ・ローザがUFCデビュー。

### カード変更
負傷などによるカードの変更は以下の通り。
- タイラー・ラピルー → チャールズ・ローザ（第5試合）

- アミール・サダロー → アレクサンダー・ヤコヴレフ（第6試合）

- ジョン・チャンソン → マックス・ホロウェイ（第10試合）

- デニス・シヴァー vs. ロブ・ホワイトフォード → ホワイトフォードの負傷により中止

## 試合結果

### プレリミナリーカード
第1試合 フェザー級ワンマッチ 5分3R
○  ツバイラ・ツフゴフ vs.  エルネスト・チャベス ×
1R 4:21 TKO（スタンドパンチ連打）
第2試合 ウェルター級ワンマッチ 5分3R
○  マイルベク・タイスモフ vs.  マルシン・バンデル ×
1R 1:01 TKO（右ストレート→パウンド）
第3試合 ミドル級ワンマッチ 5分3R
○  クリストフ・ヨトゥコ vs.  トル・トロエン ×
3R終了 判定3-0（30-27、30-26、30-27）
第4試合 ウェルター級ワンマッチ 5分3R
○  キャサル・ペンドレッド vs.  ガサン・ウマラトフ ×
3R終了 判定2-1（29-28、28-29、29-28）
第5試合 フェザー級ワンマッチ 5分3R
○  デニス・シヴァー vs.  チャールズ・ローザ ×
3R終了 判定3-0（30-27、30-27、30-27）
第6試合 ウェルター級ワンマッチ 5分3R
○  ニコラス・ムサケ vs.  アレクサンダー・ヤコヴレフ ×
3R終了 判定3-0（30-27、30-27、30-27）
第7試合 ミドル級ワンマッチ 5分3R
○  マグナス・セデンブラド vs.  スコット・アスカム ×
3R終了 判定3-0（29-28、29-28、29-28）

### メインカード
第8試合 フェザー級ワンマッチ 5分3R
○  マイク・ウィルキンソン vs.  ニクラス・バクストロム ×
1R 1:19 KO（右ストレート→パウンド）
第9試合 ライトヘビー級ワンマッチ 5分3R
○  ヤン・ブラホヴィッチ vs.  イリル・ラティフィ ×
1R 1:58 TKO（左ミドルキック→パウンド）
第10試合 フェザー級ワンマッチ 5分3R
○  マックス・ホロウェイ vs.  アキラ・コラサニ ×
1R 3:11 KO（右ストレート→パウンド）
第11試合 ウェルター級ワンマッチ 5分5R
○  リック・ストーリー vs.  グンナー・ネルソン ×
5R終了 判定2-1（47-48、49-46、50-44）

### 各賞
ファイト・オブ・ザ・ナイト： デニス・シヴァー vs. チャールズ・ローザ
パフォーマンス・オブ・ザ・ナイト： マイク・ウィルキンソン、マックス・ホロウェイ
各選手にはボーナスとして5万ドルが支給された。